# Zlabia
La zlabia, ou zelabia, parfois sous la forme jalebi, est une confiserie de la cuisine orientale traditionnelle.
C'est une pâtisserie frite intermédiaire entre un gâteau et une confiserie. On la retrouve au Maghreb, en Afrique de l'Est, au Moyen-Orient, dans le sous-continent indien, en Asie du Sud.

## Dénominations et étymologie
En transcription arabe latine on l'écrit de plusieurs manières : zlabiya, zlabiyya, zlabiyyah, zalabiyyeh, etc.
Elle est appelée jalebi, jilapi ou zulbia dans le sous-continent indien, comme en Inde, au Bangladesh, au Népal (où elle est plutôt appelée jeri), au Pakistan, en Afghanistan et au Sri Lanka.
Selon le dictionnaire historique Hobson-Jobson (1903), le mot jalebi est dérivé du mot arabe zulabiya ou du persan zolbiya,.

## Histoire
Il existe une histoire ancienne et documentée d'une variété du Moyen-Orient connue sous le nom de zalabiyeh. L'histoire la plus ancienne connue de ce plat en Asie occidentale remonte au Xe siècle dans le livre de cuisine arabe Kitab al-Tabikh (en anglais : The Book of Dishes) d'Ibn Sayyar al-Warraq. Un livre de cuisine du XIIIe siècle, le Kitab al-Ṭabīḫ de Muhammad bin Hasan al-Baghdadi, mentionne un plat similaire.
Un ouvrage de l'auteur jaïn Jinasura, composé vers 1450 de notre ère, mentionne la zlabia dans le contexte d'un repas somptueux. Gunyagunabodhini, un autre ouvrage en sanskrit datant d'avant 1600 de notre ère, énumère les ingrédients et la recette du plat, qui sont identiques à ceux utilisés pour préparer le jalebi moderne. Selon l'ambassadeur indien en Tunisie Nagma Malik, le jalebi pourrait avoir vu le jour en Turquie et être arrivé en Tunisie il y a longtemps avant d'arriver en Inde. D'autres affirment qu'il a été créé par un musicien sous le règne du calife abbasside Harun al-Rashid, Abdourrahman Ibnou Nafaâ Ziriab, qui a fait une escale prolongée en Tunisie alors qu'il se rendait de Bagdad en Andalousie.
Il a été suggéré que le funnel cake américain est dérivé de la cuisine arabe et persane, apportée par les émigrants allemands et appelée « Drechterkuche ». L'histoire de l'invention et de la diffusion ultérieure de cet aliment reste donc ouverte à l'interprétation et n'est pas résolue.
Le churro pourrait être dérivé de la Zlabia perse. En effet, une recette du Xe siècle, retrouvée à Bagdad en Irak, permet de préparer un mets presque identique au churro actuel.

## Typologie par région du monde
La méthode de fabrication et les caractéristiques différent selon les régions.
Selon les recettes, elle contient du sucre, de la farine, du miel et de la cardamome. Elle est parfois colorée en rouge ou en jaune. Sa forme est généralement hélicoïdale. La surface, plongée dans le sucre ou le miel, est légèrement croquante en consistance.

### Afrique de l'Est
Dans l'Est africain, elle se retrouve dans les pays comme Zanzibar, La Réunion (bonbon miel), les Comores ou Mayotte.

### Afghanistan
La variante afghane est dépourvue de colorant et est fine. Elle se consomme avec du thé vert.

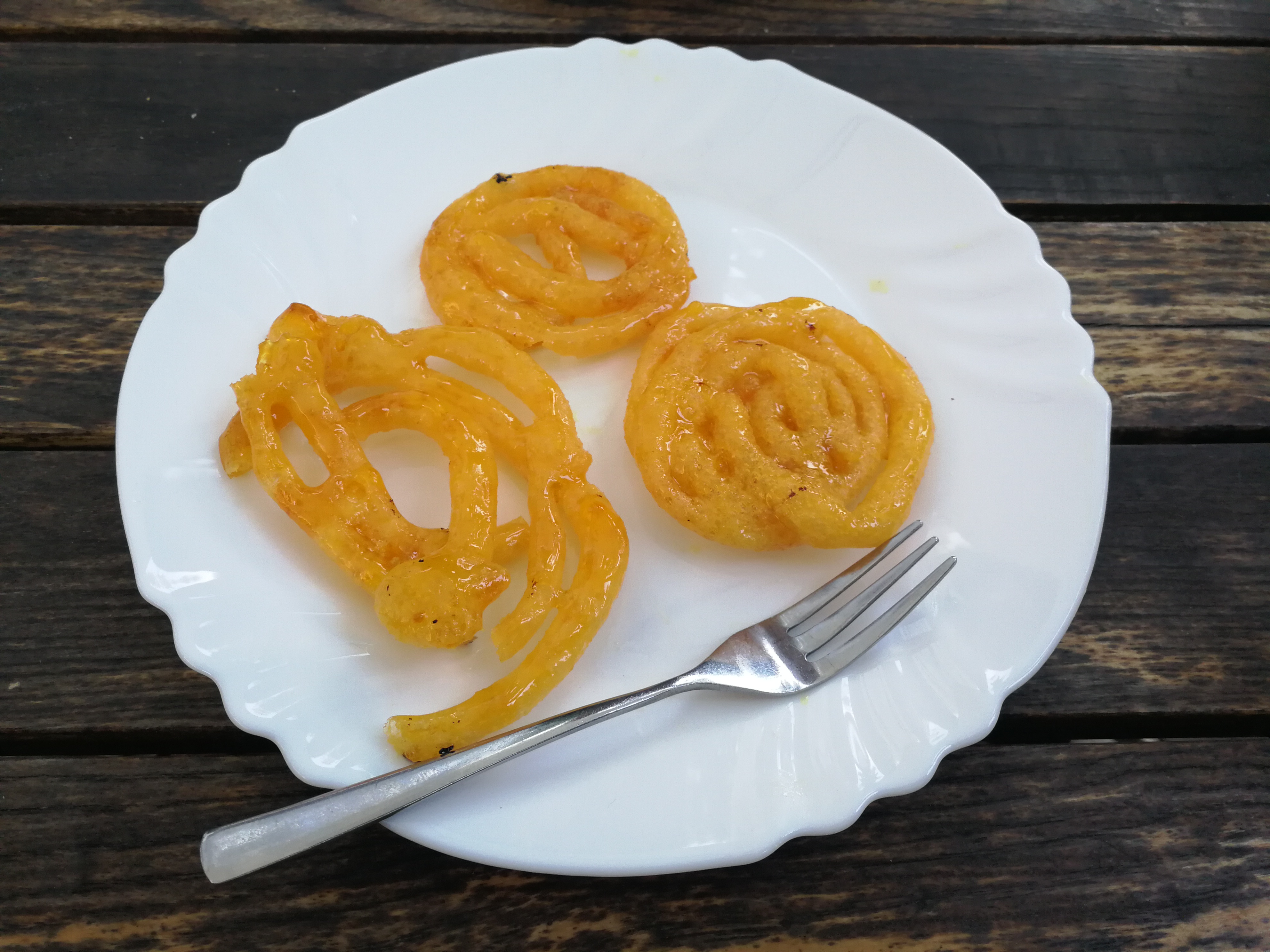
Jalebi afghan

### Inde et Pakistan
Plusieurs variétés existent en Inde. Le plat a été introduit depuis la Perse,. On peut citer le jalebi au maida habituel. Le Paneer Jalebi ou Chhena Jalebi, originaire du Bengale est accompagné de panir ou de chhena. En forme de spirales, il est frit et doré, puis trempé dans un sirop de sucre. Pour sa part, le Kesar Jalebi, originaire du Maharashtra. Lui aussi infusé au safran, il a une teinte jaune vif et un arôme floral.
Originaire de Delhi, le jalebi noir est préparé avec du khoya et de la poudre d'arow. Il est frit jusqu'à devenir brun, il est servi avec du sirop de sucre. Il est également consommé à Bihar et dans l'Uttar Pradesh. Une variante géante, le jaleba, existe aussi à Delhi. Il est trempé dans du sirop.
Le jalebi à la pomme, origine de l'Himachal Pradesh, est en fait un beignet. Des tranches de pomme sont farcies dans une pâte épicée, puis celle-ci est frite. Le jalebi est ensuite trempé dans un sirop de sucre. Pour sa part, le Mawa Jalebi, originaire de Madhya Pradesh, est préparé à base de mawa et de farine. Sous forme de spirales, il est frit jusqu'à être doré. Il est trempé dans un sirop de sucre.
Une autre variante est l'Imarti Jalebi, originaire du Rajastan et ayant une forme florale. Frit et de couleur dorée, il est accompagné de ghee chaud et trempé dans un sirop sucré infusé au safran. L’Urad Jalebi de Bihar est préparé à partir d'Urad dal fermenté et est acide.
Le jalebi apparaît dans le film Lion, film, 2016.
Au Pakistan, elle se consomme avec du thé noir.

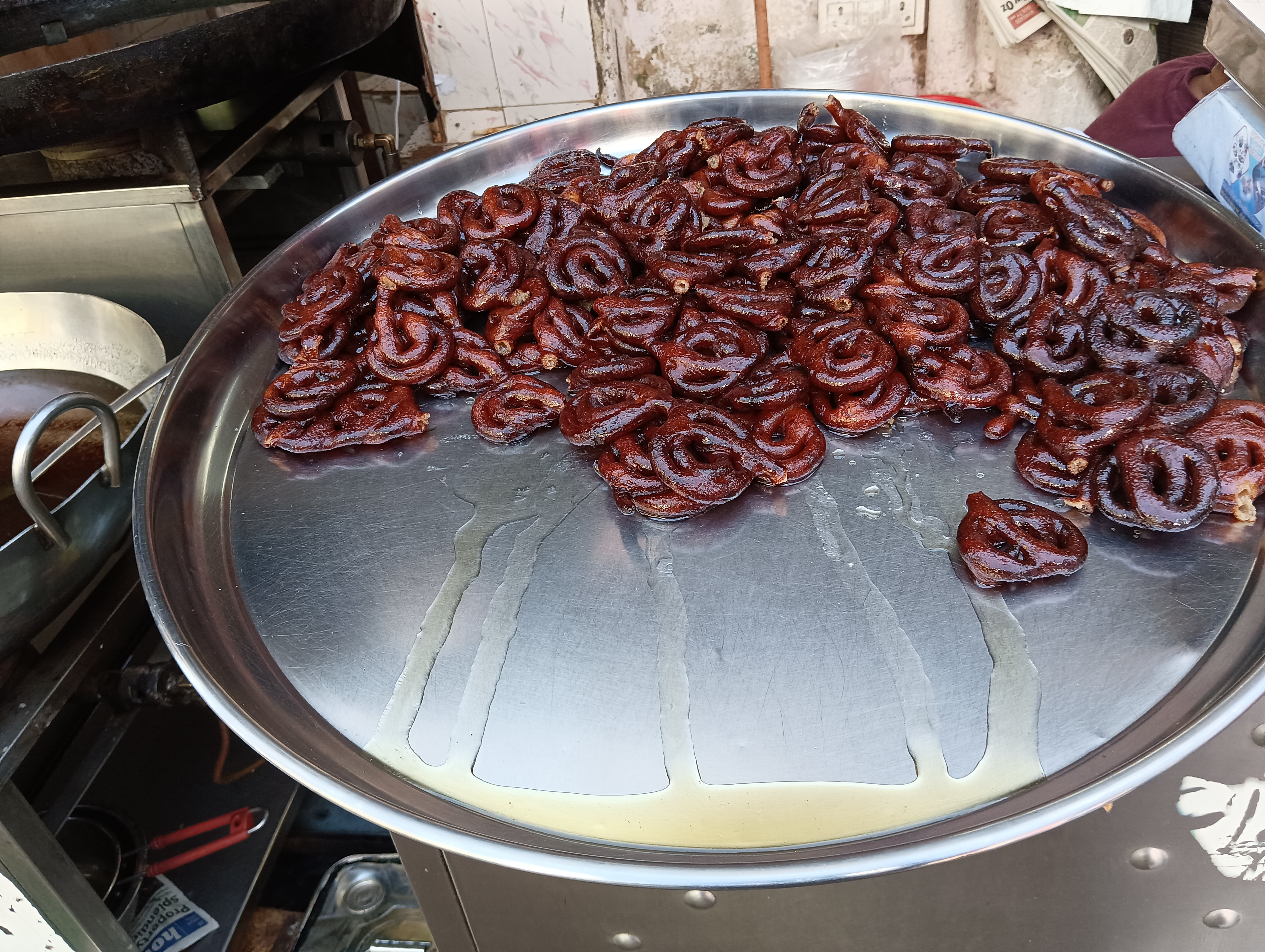
Jalebi indien
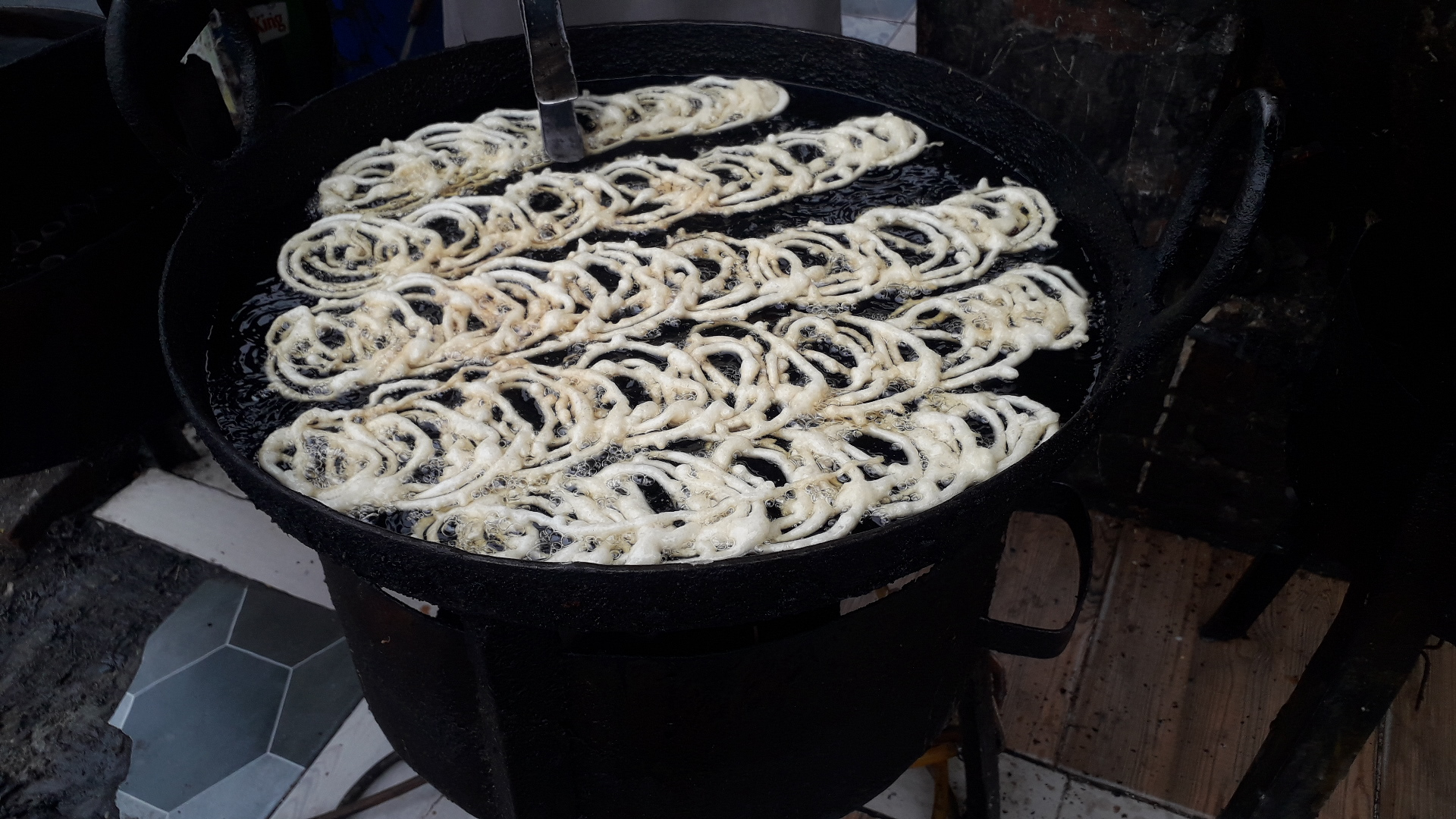
Jalebi pakistanais

### Maghreb
Au Maghreb elle se retrouve au Maroc,,,, en Algérie, Tunisie et en Libye.

#### Algérie
En Algérie, on retrouve plusieurs variantes dont une variante spécifique à la ville de Boufarik (Zlabia de Boufarik), de forme longue, en bâtonnets, et légèrement épaisse, de couleur jaune-marron (à base de semoule), ainsi que la zlabia tunisienne.
La zlabia dite tunisienne est de forme circulaire et fine. Elle est souvent produite dans des commerces appartenant à des Tunisiens, installés depuis plusieurs générations pour certains. Elle est à base de blé ou de farine et est de forme circulaire.
La variante « zlabia banane » est réalisée en étant pressée à l’aide d’une seringue à pâtisserie, à la manière des churros.
La zlabia de l'Est algérien est à base de semoule.[réf. nécessaire]
On [C'est-à-dire ?] les mkhareg[Quoi ?] à Ksar el Boukhari, sous le nom de mkhirgate (المخيرقات), avec un pic spectaculaire de consommation, comme partout en Algérie, durant le mois du ramadan.

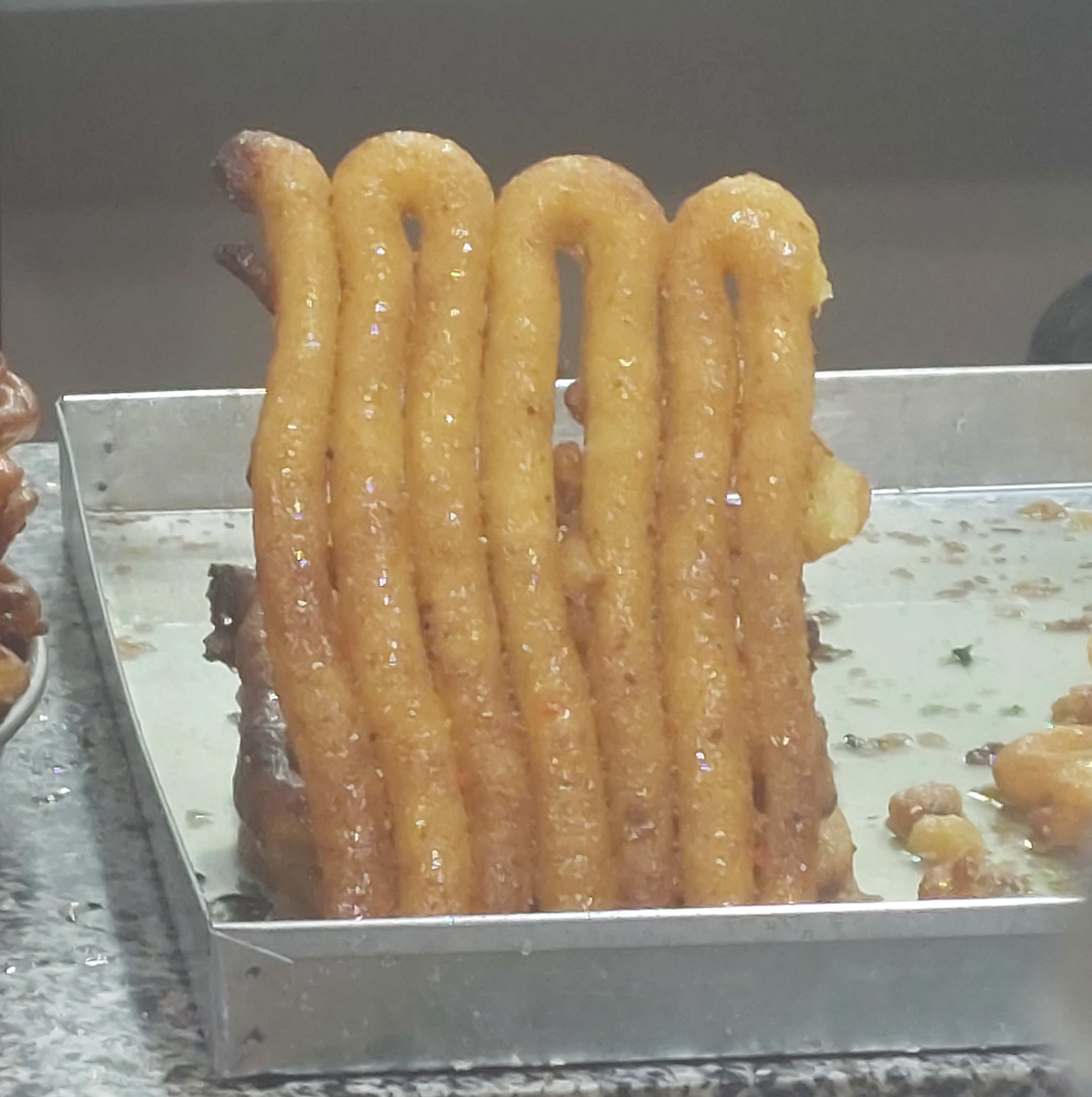
Zlabia de Boufarik
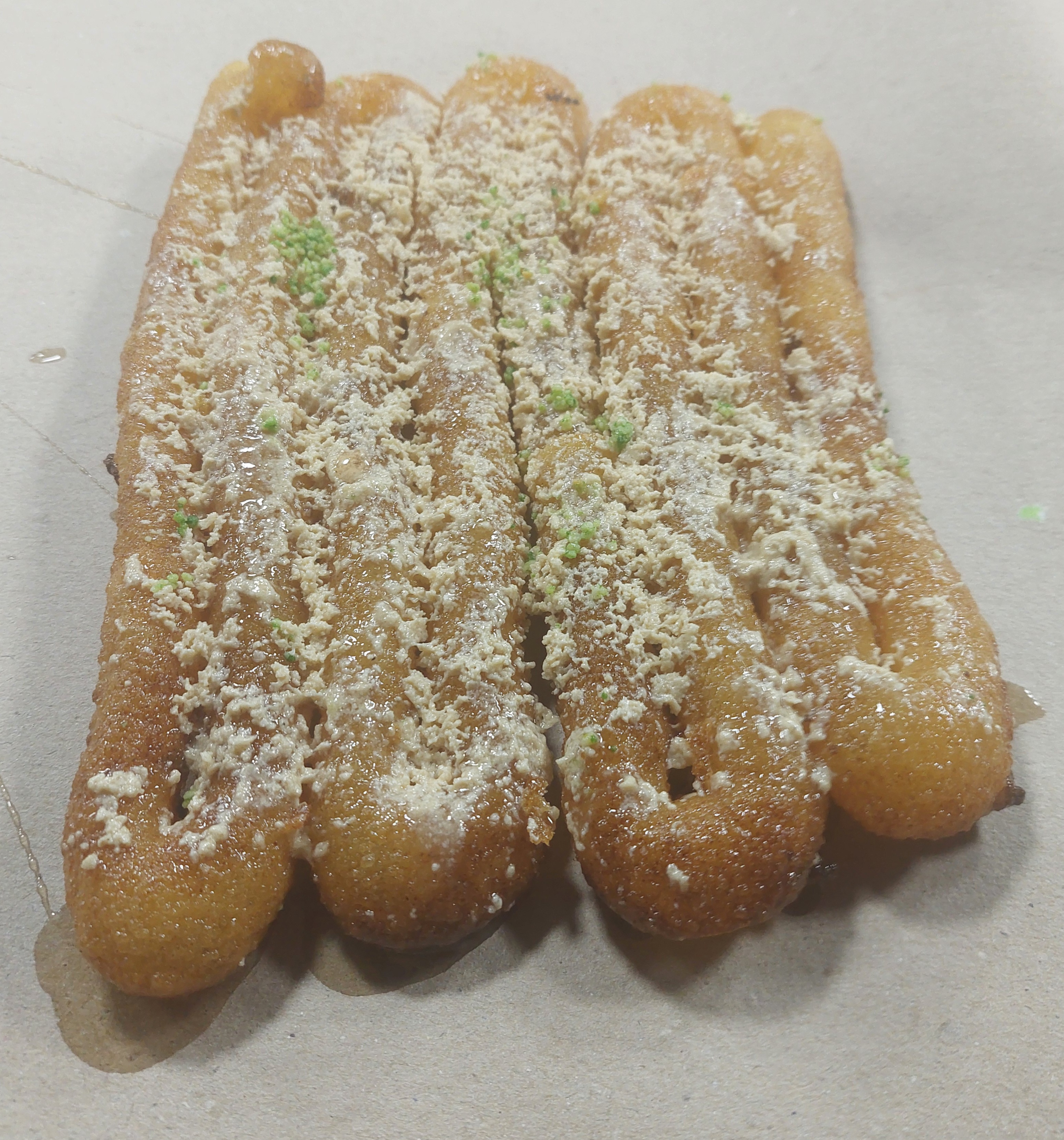
Zlabia de Boufarik accompagnée de halva
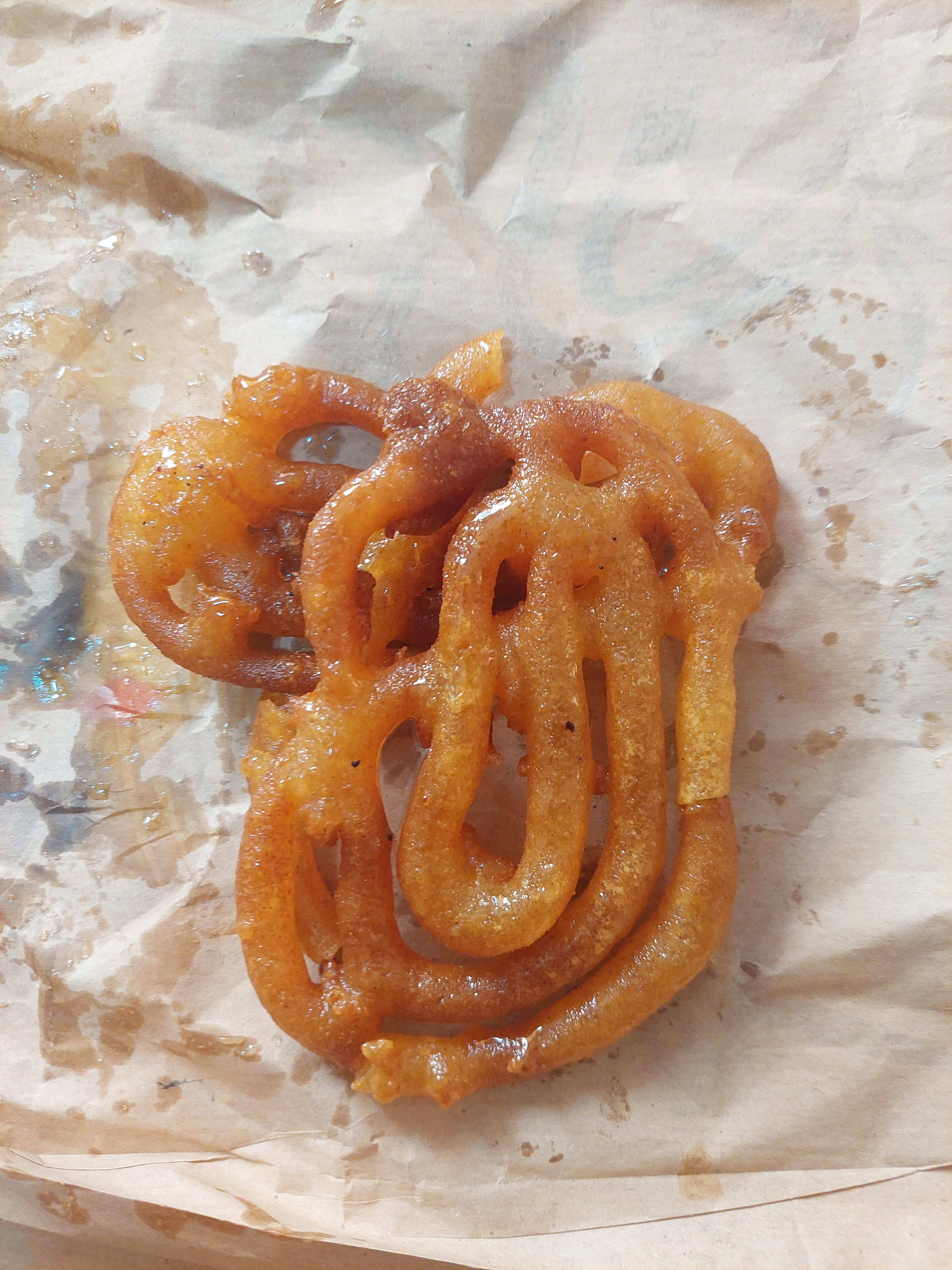
Forme elliptique
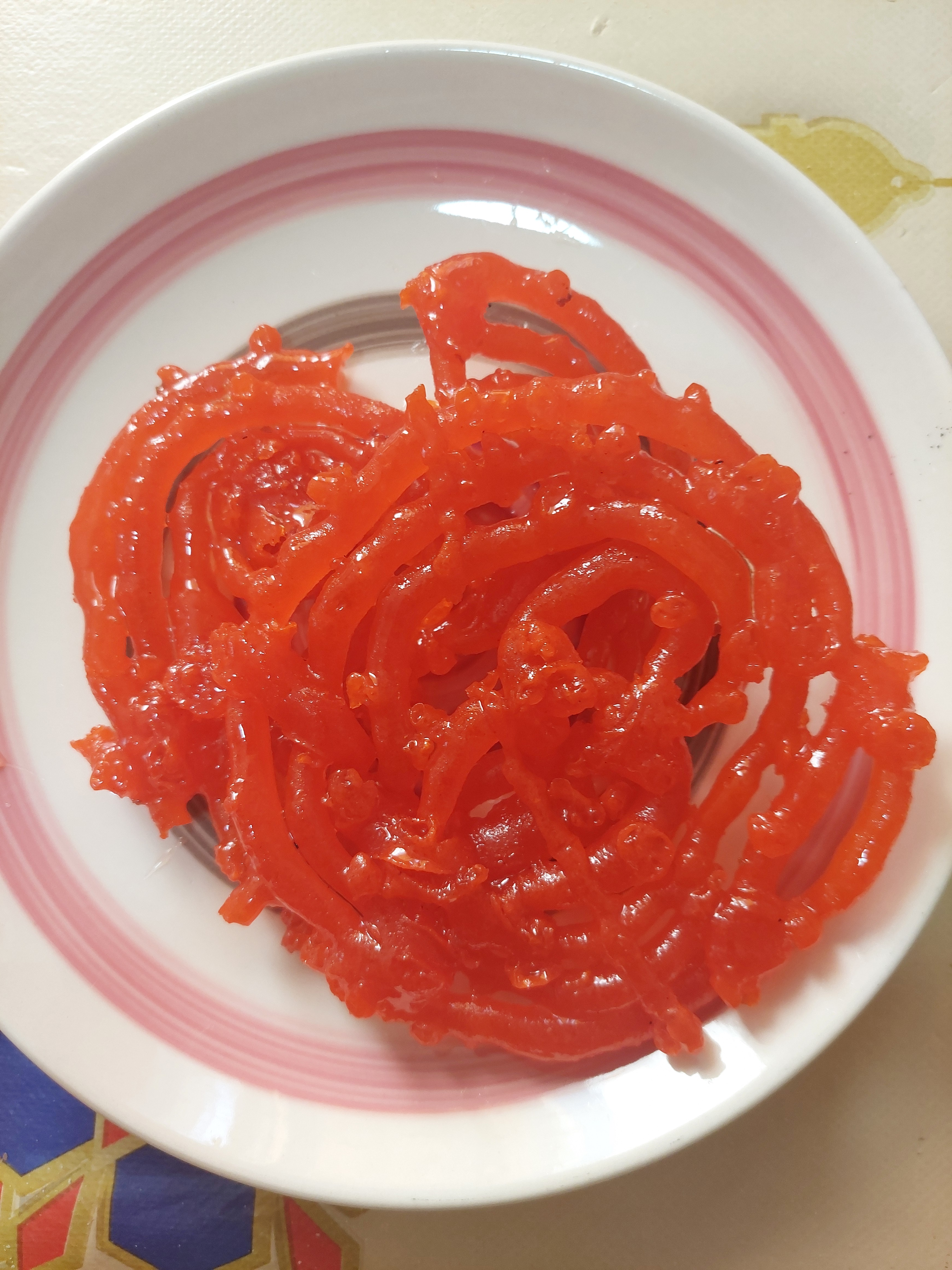
Zlabia tunisienne

#### Maroc
Au Maroc, il existe plusieurs variantes de la zlabia de différentes formes selon les régions et portant différentes appellations : on la retrouve en rondelles, en bâtonnets, mais aussi sous forme d'anneaux et bien d'autres.[réf. nécessaire]
Une autre pâtisserie consommée de la même façon mais différente dans la préparation, la texture et le goût, dite chebbakia rbatie (chebbakiya rbatiya - à ne pas confondre avec la chebakia marocaine qui désigne une autre pâtisserie), originaire de la ville de Rabat.
En autres appellations locales on retrouve mkharqa ou lmkharqa.

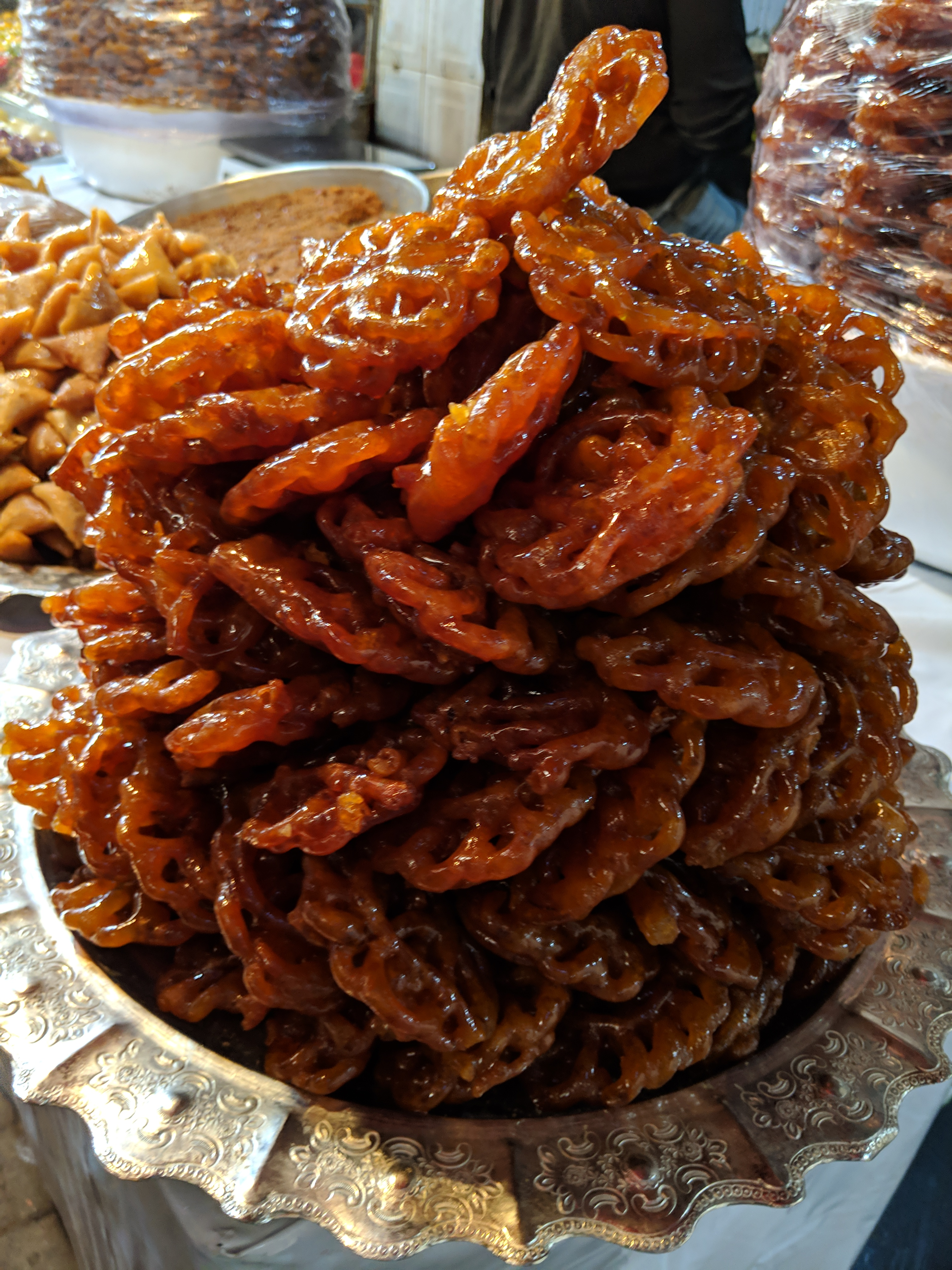
Zlabia et petites briwates traditionnelles sur l'étal du souk dans la médina de Fès, Maroc.Chebbakia.jpg
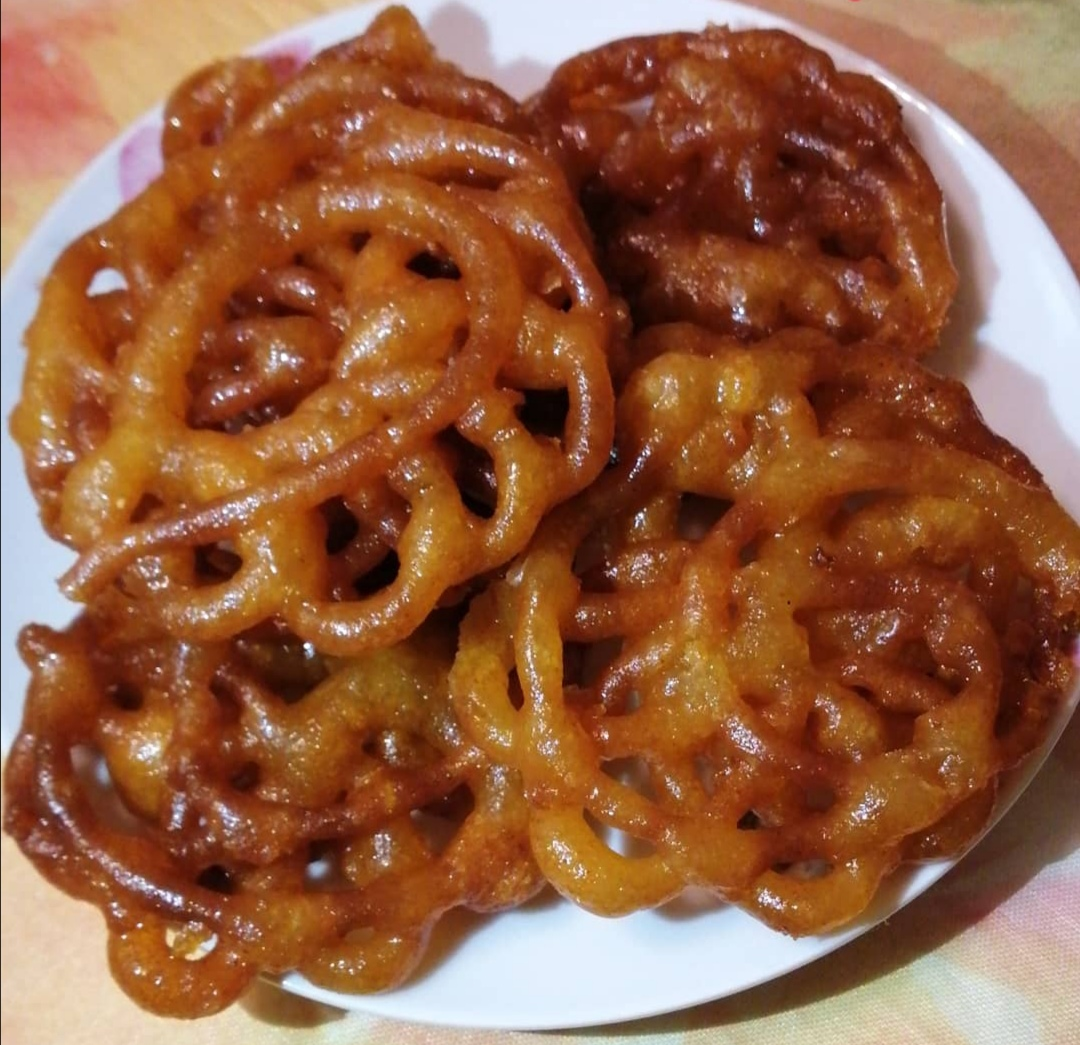
Chebbakia

#### Tunisie
En Tunisie aussi la zlabiya est consommée, avec notamment la variante m'khare9 (mkhareq), de la région de Béja.[réf. nécessaire]
La zlabia en Tunisie est jaune ou dorée. Une autre variante est celle de Nabeul,.

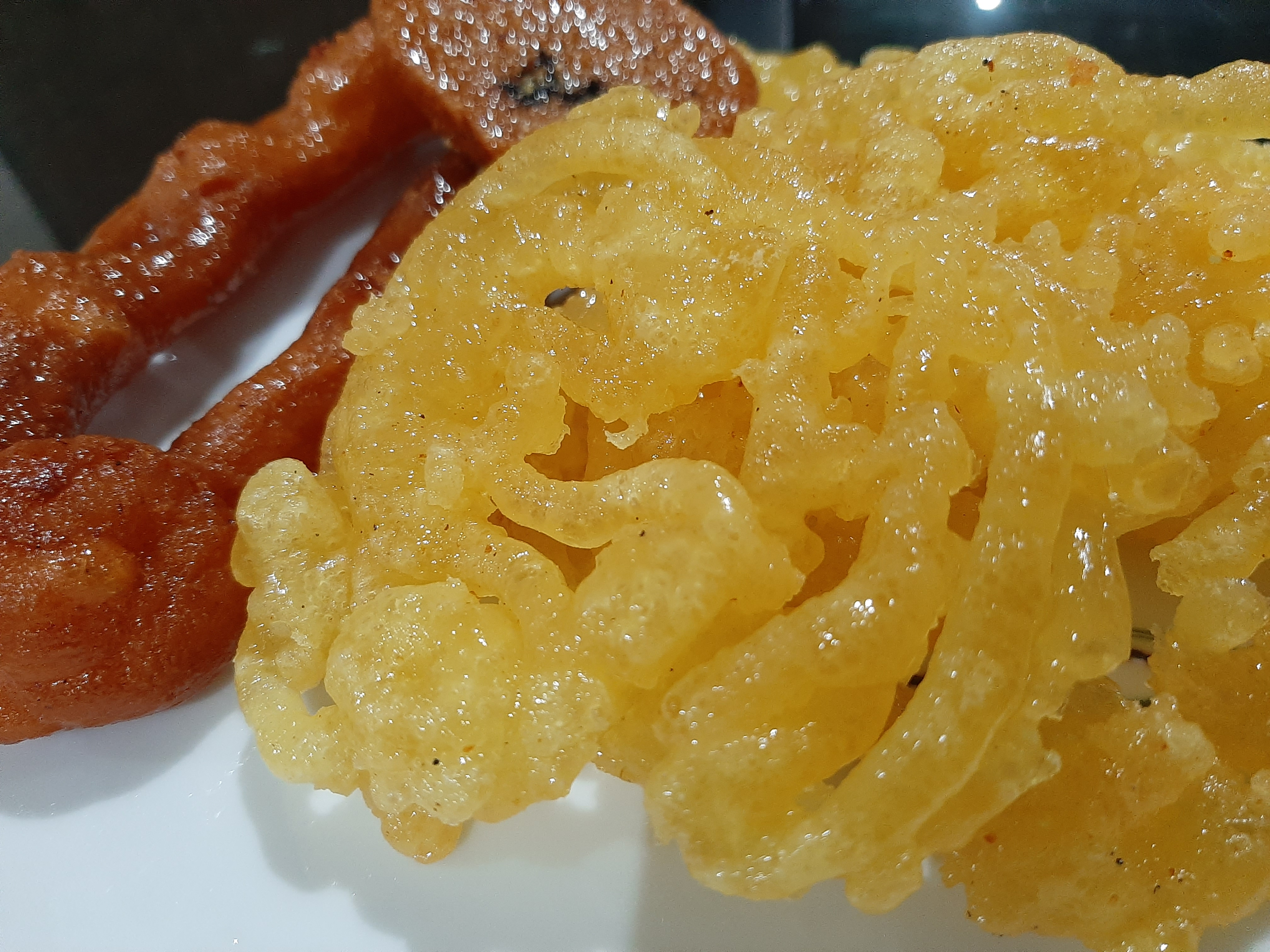
M'khariq
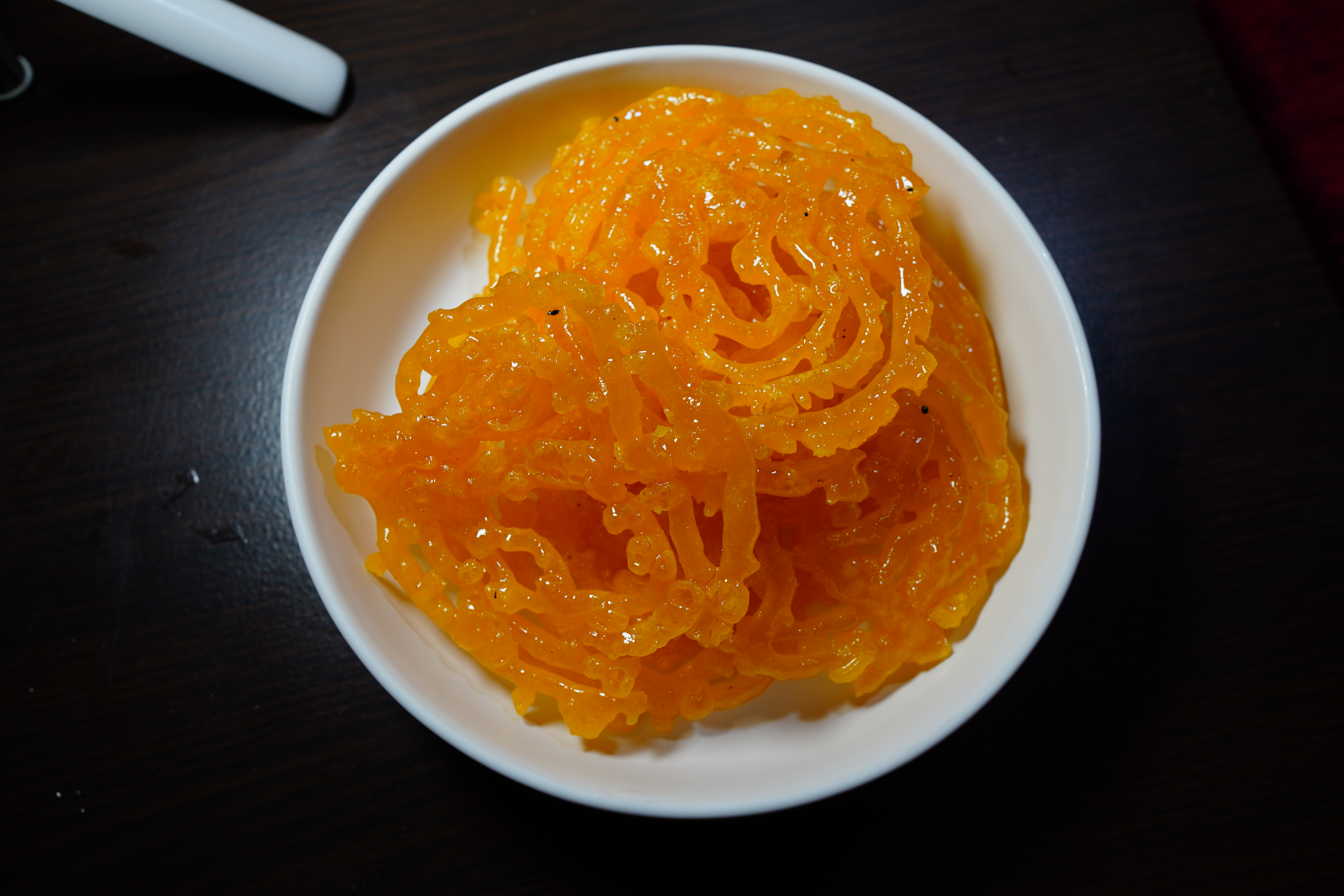
Zlabia